# Lê Văn Sáu
Lê Văn Sáu sinh ngày 22 tháng 7 năm 1991 tại Thanh Hóa (Việt Nam) là một cầu thủ bóng đá hiện đang thi đấu trong màu áo Hải Phòng tại V.league - 1 ở vị trí hậu vệ.

## Thành tích
V-league 1
- Huy chương đồng (2): 2014, 2015